# Цао Пэй
Цао Пэй (устаревшее чтение), Цао Пи (кит. упр. 曹丕, пиньинь Cáo Pī, 187—29 июня 226) — император Вэй, великий китайский поэт и военачальник. Сын Цао Цао, брат Цао Чжи и основатель государства Вэй.

## Биография

### Детство и Юность
Цао Пэй родился в семье Цао Цао от одной из его наложниц, госпожи Бянь, когда отец был простым чиновником среднего уровня без особенных перспектив. Детство будущий император провёл без отца — Цао Цао в это время находился в войнах, и как воспитывался Цао Пи — достоверно не известно. В 211 году он был назначен заместителем канцлера, то есть своего отца. Тогда же в сражении погиб его старший брат Цао Ан, и Цао Пэй остался старшим братом в семье, однако это не делало из него наследника отца — Цао Цао долго колебался кого назначить наследником: Цао Пэя или его родного младшего брата Цао Чжи, который был более талантлив как поэт. В конце концов слабые административные способности Цао Чжи и совет полководца Цзя Сюя о том, что отступление от принципа первородства может быть использовано врагами, решили дело в пользу Цао Пэя.

### Император Вэй
В 220 году умер Цао Цао, и власть в Вэй перешла к Цао Пэю. Несмотря на то, что Цао Цао чётко определил наследника, первое время был некоторый беспорядок: Цао Пэй на момент известия о смерти отца был в военном лагере в городе Ечэн, и его брат Цао Чжан ввёл войска в Лоян — столицу Вэй. Узнав об этом, Цао Пэй выпустил от имени матери указ, согласно которому он вступал в должность, занимаемую ранее его отцом. Первые действия нового правителя были направлены на укрепление своей власти и ограничение полномочий братьев. После этого Цао Пэй низложил императора Сянь-ди, который ранее полностью контролировался Цао Цао, и объявил об основании новой империи Цао Вэй. Цао Пэй дал низложенному императору титул гуна и дал ему во владение Шаньян. Своему отцу он дал посмертное имя Мэн Вэй, также считая его императором.

### Боевые действия против Сунь Цюаня
После того, как известия о переходе трона к Цао Пэю (и ложные слухи о казни императора Сянь-ди) достигли Лю Бэя в Ичжоу, тот также в 221 году объявил себя императором и основал царство Шу. Сунь Цюань, контролировавший восток и юго-восток, не предпринимал никаких шагов, оставляя для себя открытыми все возможности.
Ещё в 219 году Сунь Цюань послал генерала Люй Мэна для атаки Цзинчжоу с востока и быстро захватил всю провинцию; при этом был убит генерал Лю Бэя Гуань Юй. Чтобы избежать войны на два фронта, Сунь Цюань тогда номинально покорился Цао Цао и получил от него титул Наньчанского хоу. Лю Е советовал Цао Пэю отказаться от такого вассала и атаковать Сунь Цюаня, а после его разгрома обрушиться на Шу, но Цао Пэй отклонил предложение. Но после того, как силы Сунь Цюаня под командованием Лю Сюня в 222 году разгромили силы Лю Бэя в битве при Сяотине, Сунь Цюань начал отдаляться от Вэй. Когда Цао Пэй потребовал, чтобы Сунь Цюань отправил своего наследника Сунь Дэна заложником в Лоян, Сунь Цюань отказался и формально отложился от Вэй, провозгласив образование царства Восточное У. Разгромившие Шу войска У имели высокий боевой дух и умелых полководцев, в результате чего силы Цао Пэя ничего не смогли с ними сделать несмотря на ряд широкомасштабных нападений в последующие годы. После смерти в 223 году Лю Бэя Чжугэ Лян, ставший регентом при его наследнике Лю Шане, возобновил союз с Сунь Цюанем, в результате чего царству Вэй пришлось обороняться на два фронта.

### Внутренние дела
Цао Пэй обычно считается компетентным администратором, который поручил важные дела в империи ряду способных чиновников, придерживаясь мнения своего отца, что способности важнее происхождения. Однако он плохо воспринимал критику, и те чиновники, кто осмеливался критиковать его, лишались должностей, а иногда и жизни.
Цао Пэй опасался своих родственников. Он уменьшил домен своего младшего брата Цао Чжи и казнил ряд связанных с ним людей. Утверждается[кем?], что ещё один младший брат — Цао Сюн — покончил с собой из страха перед Цао Пэем, а младший брат Цао Чжан согласно легенде был убит самим Цао Пэем. В целом из-за законов, установленных Цао Пэем, императорские родственники не только были отстранены от большой политики, но и имели мало власти внутри собственных владений и едва ли могли иметь собственные военные силы

### Браки и проблемы наследования
Старшей женой в его гареме была госпожа Чжэнь, но к моменту провозглашения его императором в 221 году он повелел ей не приезжать из Ечэна в Лоян. Это обидело госпожу Чжэнь, и когда известия об этом дошли до Цао Пэя, то он вынудил её совершить самоубийство. Согласно другим свидетельствам, она умерла своей смертью. Была объявлена императрицей посмертно. 
Новой императрицей он сделал наложницу Го Нюйван. У Го, однако, не было детей. Старшим из сыновей Цао Пи был Цао Жуй, однако из-за смерти его матери госпожи Чжэнь он не был объявлен наследником престола, вместо этого ему был дан титул Пинъюаньского князя. Летом 226 года, когда Цао Пэй серьёзно заболел, он, наконец, официально назначил своим преемником Цао Жуя. На смертном одре он поручил заботиться о нём Цао Чжэню, Чэнь Цюню и Сыма И.

## Вклад в литературу
Цао Пэй также был выдающимся поэтом и литератором. За свою жизнь, он написал более ста стихотворений и первый в Китае трактат об изящной словесности «Рассуждения о классическом».
На русский язык его стихотворения  переводили В. Журавлев, М. Е. Кравцова.